# Kurzor

Villogó kurzor

A kurzor vagy helyőr a számítógép felhasználói felületének egyik képességét megnevező fogalom. A beviteli eszköz (például egér vagy billentyűzet) aktuális pozícióját jelöli valamilyen módon az adott felületen.

## A név eredete
A név a francia course (futás) szóból származó angol cursor szóból ered[forrás?], amelyet a műszaki nyelvben több területen is huzamosabb idő óta használnak, például a nyomdászatban helyzetjelölő (fénypont) megnevezésére - a szó informatikai használata arra utal, hogy ez a jel „fut” a képernyőn, és mindig azt a helyet jelöli meg, ahová „írni” lehet.

## Karakteres képernyők
A szöveges felhasználói felületet használó képernyőkön a kurzor eredetileg (és többnyire még ma is) egy tömör, villogó téglalapként vagy aláhúzásként jelenik meg, mely a következő beszúrható vagy törölhető karakter helyét jelöli.
A billentyűzeten található Insert gomb a kurzor által jelölt szövegben módosítja a beviteli formát: vagy kiegészíti, vagy pedig felülírja az eredeti szöveget. Felülíráskor a kurzor rendszerint más alakot vesz fel: kisebb téglalap lesz, inverz színben villog, vagy téglalap formára vált a függőleges vonalról. A Delete gomb eredeti funkciója a kurzor helyén található karaktert törlése volt, és csak később rendeltek hozzá más feladatokat.

## Grafikus képernyők
A grafikus felhasználói felülettel rendelkező modern számítógépek két kurzort jelenítenek meg:
- Az egérmutatót, ami általában egy nyíl, amely a képernyőn mozog, ha a felhasználó mozgatja a egeret vagy más mutatóeszközt.
- Beszúrási pontot (caret), amely szöveg módosítása közben jelenik meg, jelezve a módosítás helyét. A legtöbb esetben függőleges vonalként jelenik meg.

### Egérmutatók
Az egérmutató vagy egérkurzor alakja változhat, hogy a felhasználó számára jelezze az éppen végrehajtható vagy végrehajtott feladatot. Például (az egeret a „minta” fölé kell vinni):
- Kiválasztható szöveg fölött a kurzor függőleges vonal alakot vehet fel kis talpakkal a tetején és az alján.

minta
- Mozgatási módban a kurzor négy irányba mutató nyílként jelenhet meg.

minta
- Amíg egy folyamat feldolgozással van elfoglalva, és nem tud a felhasználóval kommunikálni, egy várakozó kurzor (mozgó homokóra vagy óra) jelenik meg a megfelelő ablakban.

minta
- Rendszerint az alapértelmezett és a várakozó kurzor kombinációjával jelzik, ha a háttérben feldolgozás történik, de a programmal való interakciót ez nem befolyásolja.

minta
- Amikor a kurzor egy hiperhivatkozás fölé ér, kinyújtott mutatóujjú kézzé változhat. Gyakran informatív üzenet jelenik meg a hivatkozásról egy kis felbukkanó ablakban (tooltip), ami eltűnik kis idő múlva, vagy ha a felhasználó elmozgatja a kurzort.

minta
- Az ablak szélén a kurzor kétirányú nyílként jelenhet meg (vízszintes, függőleges, átlós irány), jelezve, hogy a felhasználó a nyilak irányában mozgathatja az ablak szélét, vagy átméretezheti az ablakot.

minta minta minta minta
- Szálkereszt alakot vehet fel, ha koordinátát vagy földrajzi pontot lehet kiválasztani.

minta
- Kérdőjel vagy szóbuborék alak jelezheti, ha a kattintással segítséget kaphatunk.

minta
Az egérmutatók alakja operációs rendszerenként különböző, és általában a felhasználó által is megváltoztatható. Sok alkalmazás használ egyedi egérmutatókat speciális feladatok elvégzéséhez (például grafikai vagy tervező programok).